# Copenhagen Research Group
Kopenhaska grupa badawcza – inaczej znana jako szkoła kopenhaska, grupa naukowców w przeważającej części zajmująca stanowiska w Copenhagen Peace Research Institute (Kopenhaski Instytut Badań nad Pokojem) zajmująca się problematyką bezpieczeństwa w stosunkach międzynarodowych.

## Najważniejsi członkowie
- Barry Buzan – specjalista London School of Economics w zakresie stosunków międzynarodowych
- Ole Waever – specjalista od teorii bezpieczeństwa Uniwersytetu w Kopenhadze
- Jaap de Wilde – profesor stosunków międzynarodowych na Uniwersytecie w Groningen, założyciel Foundation for International Research on Peace and Security (FISPS)

## Geneza
Pierwsza publikacja, którą można uznać za prekursora kopenhaskiej szkoły myślenia nad bezpieczeństwem jest książka Barry’ego Buzana zatytułowana: “People, States and Fear: An Agenda For International Security Studies” opublikowana w 1981 roku. Buzan twierdził, że w post-zimnowojennym świecie koncepcja bezpieczeństwa jest zbyt wąsko pojmowana i trzeba brać pod uwagę czynniki do tej pory pomijane, takie jak bezpieczeństwo regionalne, sektor społeczny, czy też środowisko naturalne. Opracował także sposoby analizowania bezpieczeństwa na płaszczyźnie:	
- regionalnej
- państwowej
- indywidualnej

Oraz w pięciu sektorach:
- politycznym
- militarnym
- ekonomicznym
- społeczno-kulturowym
- środowiskowym

## Główna publikacja
Najważniejszą publikacją w historii grupy była pozycja“ Security: A New Framework for Analysis” autorstwa Buzana, Waevera i de Wilde’a wydana w roku 1997 która to przedstawia całokształt poglądów na bezpieczeństwo szkoły kopenhaskiej. Całość oparta jest na dwóch głównych koncepcjach:
- bezpieczeństwa pięciosektorowego autorstwa Barry’ego Buzana, gdzie czynnik ekonomiczny warunkowany jest głównie globalnie, a militarny, polityczny i społeczny regionalnie;
- teorii sekurytyzacji Ole Waevera – teoria ta zakłada zastosowanie nadzwyczajnych środków w imię bezpieczeństwa, musi jednak być aktor który stwierdza stan faktycznego zagrożenia, obiekt odniesienia który docelowo jest zagrożony oraz akt mowy (“speech act”) który przekona w odpowiedni sposób do tego, że istnieje niebezpieczeństwo.

## Krytyka
Główna krytyka kopenhaskiej szkoły jest autorstwa Irlandczyka Billa McSweeneya, w dziele “Security, Identity and Interests: A Sociology of International Relations” z 1996 roku. Twierdzi on, że nie odbiega znacznie od istniejącej już teorii neorealizmu oraz że traktują tożsamość w kategorii czegoś co może zostać odkryte, a nie wytworzone w trakcie procesu społecznego formowania się. W odpowiedzi na zarzuty Buzan i Waever twierdzą, iż McSweeney źle zrozumiał ich koncepcję społeczeństwa i tożsamości.